# ヤン・ヴィレム・デ・フリーント
ヤン・ヴィレム・デ・フリーント （Jan Willem de Vriend, 1962年7月31日 - ）は、オランダ出身の指揮者兼ヴァイオリニスト。 

## 経歴
1962年、ライデンで生まれた。1982年に古楽レパートリーを得意とする合奏団、コンバッティメント・コンソート・アムステルダムを設立。デ・フリーント自ら同楽団の音楽監督、コンサートマスター、指揮者に就任、同職を2015年まで務めていた。オランダ国内外で多くの演奏会を開催し、多くのレコーディングにも力を入れCDも多数リリースした。2013年以降は指揮者としての活動に専念することとなった。 
ロイヤル・コンセルトヘボウ管弦楽団やオランダ放送室内フィル、リンブルフ交響楽団、ブラバント管弦楽団、ドイツ・カンマーフィルや南西ドイツ放送交響楽団など、国内外のオーケストラに多数客演している。2006年から2017年までエンスヘデのオルケスト・ファン・ヘット・オーステン（2011年にオランダ交響楽団と改称）の音楽監督を務めた。2017年5月の退任コンサートではエンスヘデ市より勲章を授与されている。
2014年3月、ハーグ・レジデンティ管弦楽団は2015年8月からの4年契約で、デ・フリーントを常任指揮者に任命することを発表した。
日本では稀に「デ・フリエンド」と表記されることがあるが、オランダ語における「IE」はトレマが付かない限り二重母音にならないため「デ・フリーント(もしくはデ・フリント)」がより現地語発音に近い。